# ليشمانيا إنريتية
الليشمانيا الاٍنريتية (باللاتينية: Leishmania enriettii) نوع من الليشمانيات تم عزله عدة مرات من آفات جلدية عند خنازير غينيا أليفة في البرازيل، ولم تُسجَّل أية إصابات بهذا الطفيلي عند الإنسان أو الحيوانات الأخرى. المستودع الطبيعي وناقل الطفيلي مجهول.

## الخصائص
تشكل لاسوطيات كبيرة في جلد خنازير غينيا، كما تنمو على الأغار الدموي بسهولة.